# Club Rubio Ñu
A Club Rubio Ñu egy paraguayi labdarúgóklub, melynek székhelye Asunciónban található. A klubot 1913-ban alapították. Jelenleg az első osztályban szerepel.
Hazai mérkőzéseit az Estadio La Arboledában játssza, amely létesítmény 4 500 fő befogadására alkalmas. A klub hivatalos színei: zöld-fehér.